# Teucrium mitecum
Teucrium mitecum là một loài thực vật có hoa trong họ Hoa môi. Loài này được Tattou & El Oualidi miêu tả khoa học đầu tiên năm 1993.